# シウリザクラ
シウリザクラ（シウリ桜、学名: Padus ssiori）は、バラ科ウワミズザクラ属の落葉高木。別名、ミヤマイヌザクラ、シオリザクラ。

## 名前の由来
和名、種小名ともに本種のアイヌ名をとってつけられた。一説には、樹皮や果実の苦味から、アイヌ語のシウ・ニあるいはシウリ・ニからきた名（「苦い・木」の意味）といわれている。別名、ミヤマイヌザクラ、ミヤマウワミズザクラともよばれ、いずれも深山に生えることに由来する。英名は、bird cherry（バード・チェリー）という。中国名は庫頁稠李。

## 分布と生育環境
日本では、北海道、本州の中部地方以北、隠岐の島に分布し、山地の川沿いや谷間などに生育する。北海道に多く、土地が肥え水分に恵まれた場所に多い。また、ウワミズザクラより高冷地に生育し、本州では栃木県日光市から以北に見られる。世界では、中国大陸（東北部）、ウスリー、樺太、南千島に分布する。しばしば、渓流の斜面などに多く見られる。

## 特徴
落葉性広葉樹の高木で、幹は直立して高さは10 - 18メートル (m) 、径は60センチメートル (cm) に達する。樹皮は、幹が暗褐色で細かい裂け目があり、枝ではやや紫色を帯びた淡褐色から灰褐色で、老樹になると縦に裂け目が入り、不規則な小裂片となって裂け落ち、独特な香気を発する。若い枝は紫褐色で毛はない。
葉は互生し、葉柄は長さ2 - 4 cmになり毛はなく、2個（1対）の蜜腺が葉柄の上部につく。葉身は長さ7 - 16 cm、幅3 - 7 cmの卵形から長楕円形で、先端は尾状にとがり、基部は心形となる。葉に側脈が11 - 14対あり、表面は深緑色で無毛、裏面は淡緑色で脈の腋に少し毛があるほかは毛はない。葉縁には先が芒状または刺状になってとがり、先端が腺になる細かな鋸歯がある。
花期は6月ごろ。花は葉の展開後に咲き、新しい枝の先に長さ12 - 20 cmの総状花序をつけ大きな試験管ブラシ状に多数の花をつける。花序枝の下部に小型の葉が3 - 5個つく。花は径7 - 10ミリメートル (mm) で、淡黄色を帯びた白色の5弁花、花柄は長さ6 - 8 mm、花弁は円形で長さ4 - 5 mmになり花時には水平に開く。萼筒は長さ約3 mmの杯形で、内側の基部に軟毛が生え外側は無毛、萼の先は5裂し裂片の縁には腺毛状の鋸歯がある。雄蕊は多数あり、花弁より短いかほぼ同じ長さ。雌蕊は1個あり、無毛で花弁と同じ長さ、先端は盤状に広がった柱頭になる。果実は長さ7 - 10 mm、径8 mmの卵状球形の核果で、赤く熟し7 - 8月には暗赤色から黒色に熟す。完熟しても苦味がある。
- 総状花序は長く太い。
- 葉柄の上部に蜜腺があり、葉の基部は心形。鋸歯は芒状にとがる。
- 若い個体の樹皮。縦に割れ目が入る。

## 薬用
中国東北部の民間療法では、腹痛を起こしたときにシウリザクラかウワミズザクラの果実を干したものを飲むとよく、苦味が大変強いが、腹痛が治まるといわれる。

## 文化
北海道のアイヌは、シウリザクラのもつ独特な香気が魔除けの材料として用いられ、病気になったときにこの樹でお守りを作り、寝床の上に吊したといわれている。

## 類似種との比較
イヌザクラ（Padus buergeriana）は花序枝に葉がつかない。シウリザクラ、ウワミズザクラ（Padus grayana）、エゾノウワミズザクラ（Padus avium）は花序枝に葉がつくが、シウリザクラは花序が長く太く、花弁と雄蕊がほぼ同長、葉の基部が明らかな心形で蜜腺が葉柄の上部にあるのに対し、ウワミズザクラは花序が短く、花弁より雄蕊が長い、葉の基部が鈍形・円形で蜜腺が葉身の基部にあること、エゾノウワミズザクラは花序が短く、花弁が大きく、花弁より雄蕊が明らかに短い、葉の基部が円形・やや心形なこと（蜜腺は葉柄の上部にあるの）で区別がつく。
- イヌザクラ
- ウワミズザクラ
- エゾノウワミズザクラ